# Ioan Lupescu
Ioan Angelo Lupescu (født 9. december 1968 i Bukarest, Rumænien) er en tidligere rumænsk fodboldspiller, der spillede som midtbanespiller hos flere europæiske klubber, samt for Rumæniens landshold. Af hans klubber kan nævnes Dinamo Bukarest i hjemlandet samt de tyske klubber Bayer Leverkusen og Borussia Mönchengladbach.

## Landshold
Lupescu spillede i årene mellem 1988 og 2000 74 kampe for Rumæniens landshold, hvori han scorede seks mål. Han deltog blandt andet ved VM i 1990 og VM i 1994, samt ved EM i 1996 og EM i 2000.